# Continental Automotive Systems
Continental Automotive Systems (CAS) — заснований в 1906 році Альфредом Тевесом, підрозділ німецької компанії Continental AG, був постачальником гальмівної системи та електроніки для автомобільної промисловості, постачаючи системи, компоненти, електроніку, літій-іонні батареї та інженерні послуги для пасивної безпеки транспортних засобів, комфорт і продуктивність трансмісії. Продажі якого перевищили 4,6 мільярда євро.
У 2019 році Continental реорганізувала підрозділ силових агрегатів у нову компанію Vitesco Technologies з наміром відокремитися, яке, як очікується, відбудеться у вересні 2021 року.

## Виробництво
CAS складається з 44 заводів, дослідницьких центрів і випробувальних майданчиків у 15 країнах, включаючи десять спільних підприємств в Азії.
Середньодобове виробництво включає 45 000 електронних гальмівних систем, 136 000 гальмівних супортів, 163 000 датчиків швидкості коліс, 27 000 компонентів подушок безпеки та 72 000 електронних модулів кузова. Продажі Continental Automotive Systems у 2004 році склали 5,0 мільярдів євро.